# 4656 Huchra
4656 Huchra è un asteroide della fascia principale. Scoperto nel 1978, presenta un'orbita caratterizzata da un semiasse maggiore pari a 2,8504230 UA e da un'eccentricità di 0,0751535, inclinata di 1,72350° rispetto all'eclittica.
L'asteroide è dedicato all'astronomo statunitense John Peter Huchra, coscopritore della Grande muraglia.